# Geografía médica

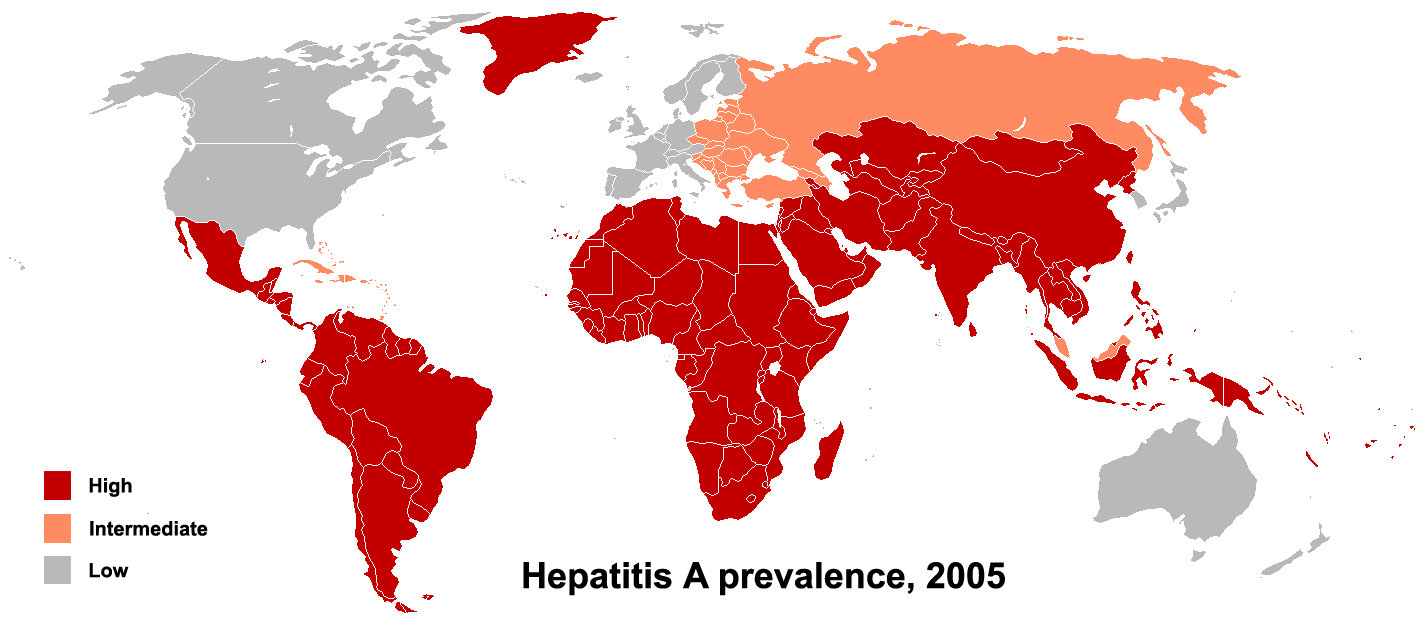
Distribución geográfica de la prevalencia de la hepatitis A (anticuerpos anti-VHA), 2005.

La geografía médica es una rama de la geografía que se ocupa del estudio de los efectos del medio ambiente en la salud de las personas y de la distribución geográfica de las enfermedades incluyendo también el estudio de los factores geográficos que influyen en su propagación. La Geografía médica se divide a su vez en dos ramas: la Geografía patológica y la Nosogeografía.
La relación entre espacio y salud ha sido relevante desde un principio y ello determinó que los geógrafos de habla hispana aceptaran en mayor medida el concepto "Geografía de la Salud" (más cercano a la francesa Geographie de la Santé). En cambio, dentro de la geografía anglosajona predomina el término "Geografía Médica" (Medical Geography), que algunos autores lo consideran más limitado al reducir a esta disciplina a los simples análisis de distribución de las enfermedades por regiones o por área epidemiológica.
No obstante esta última denominación es la que predomina en la comunidad científica anglosajona.